# 英国政治经济图书馆
英国政治经济图书馆（英語：British Library of Political and Economic Science）是伦敦政治经济学院的主图书馆，也是世界最大的社科类图书馆。

## 介紹
图书馆位于葡萄牙街，伦敦政治经济学院主楼的北面。英國政治經濟圖書館，建立于1896年，是全球最大的社會科學类圖書館。始建于1896年，位于莱昂内尔·罗宾斯楼（Lionel Robbins Building）。作为英国国家级的社科图书馆，其藏书有重要的国内和国际价值。图书馆一度24小时全天候开放，但这个计划于2007年停止，现在每天从早上8点到午夜都会开放，考试期24小时开放。图书馆每天大约有6,500人次访问。此外，它还开设有特别国际研究藏馆，为每年12,000名校外读者使用。
图书馆在世界范围搜集书刊，但其藏书都是主要的欧洲语言写成。图书馆共藏书超过四百万册，涵盖了主要的社会科学领域。图书馆藏有大量19世纪初以来的政府出版物、统计资料和学术期刊。1946年以来，图书馆成为联合国指定的存档图书馆，用来存放联合国出版的文档和出版物。其他国际组织，包括OCED、国际劳工组织、关税暨贸易总协定/世界贸易组织的官方资料在馆内均有收藏。
2000年，学院花费3500万英镑改造原有图书馆，新图书馆由福斯特建筑事务所设计，采用了富有争议的螺旋型楼梯设计。新的图书馆现有450台PC台式电脑和226个笔记型电脑插座。四楼和五楼是专门用于学术的“LSE研究室”。新的图书馆仍然是师生们最喜欢去的地方，调查显示伦敦政经学院的学生年借书量是英国平均值的4倍（约350本）。